# Bregovo
Bregovo (bulharsky Брегово) je město na severozápadě Bulharska, na pravém břehu řeky Timok poblíž jejího ústí do Dunaje. Je správním střediskem stejnojmenné obštiny a má přes 2 tisíce obyvatel.

## Historie
První písemná zmínka o sídle je v osmanském berním soupisu z roku 1560.
V blízkosti se roku 1884 odehrály události vedoucí k diplomatickému incidentu mezi Srbským královstvím a Bulharským knížectvím. Na levém břehu řeky Timok, která tvořila státní hranici, tedy na srbské straně, se tehdy nacházel statek Obrenovićů. Kvůli povodni se však změnilo koryto řeky a statek se dostal na bulharské území. Král Milan I. Obrenović toho využil spolu s dalšími okolnostmi k nátlaku na Bulharsko, které hranici odmítalo změnit, což vedlo k přerušení diplomatických vztahů. Spor byl nakonec vyřešen kompenzací za statek, přesto pokračující expanzivní politika srbského krále způsobila následující rok srbsko-bulharskou válku.
V prvních letech komunistického režimu měl ve většině valašských vesnic na Vidinsku velký vliv Bulharský zemědělský lidový svaz Nikoly Petkova. V roce 1947 byl násilně rozpuštěn komunistickými agitátory, kteří sbírali tzv. závazky. V letech 1950–1951 bylo 21 rodin (84 lidí) režimem donuceno opustit obec. V roce 1951 odkryla státní bezpečnost velkou skupinu, která působila v okolních vesnicích a byla vedena Borisem Čunovem. Uskutečnily se tři exemplární procesy – ve Vidině a Vrace. Ze 60 zatčených bylo odsouzeno 42 lidí, včetně sedmi osob na smrt. Zároveň se komunisté snažili získat podporu valašského společenství. Postupem času měla tato politika jistý úspěch a někteří Valaši dosáhli významného postavení v místní stranické nomenklatuře. Většina z nich pocházela z Bregova, vesnici se začalo říkat Stalingradská oblast a stala se oporou komunistické vlády v oblasti. Statut města získala obec v roce 1974.

## Obyvatelstvo
Ve městě žije 2 307 obyvatel a je zde trvale hlášeno 2 394 obyvatel. Podle sčítání 1. února 2011 bylo národnostní složení následující:
- Bulhaři: 2 300 (94.1 %)
- Romové: 125 (5.1 %)
- ostatní: 20 (0.8 %)